# Pycnocoma macrophylla
Pycnocoma macrophylla là một loài thực vật có hoa trong họ Đại kích. Loài này được Benth. miêu tả khoa học đầu tiên năm 1849.